# Svarthuvudbrödernas hus, Riga
Svarthuvudbrödernas hus (lettiska: Melngalvju nams, tyska: Schwarzhäupterhaus) i Gamla Riga i Riga i Lettland, är en kopia av en historisk byggnad i gotisk stil. Den ursprungliga byggnaden byggdes 1334 som säte till ett av stadens skrån, det stora gillet, som var en organisation för burgna köpmän. Skrået för utländska köpmän, Svarthuvudbröderna, började använda huset på 1400-talet, men köpte byggnaden först i början av 1700-talet.
Mera omfattande renoveringar och riklig konstnärlig utsmyckning genomfördes 1580 och 1886. Skulpturerna utfördes av den tyske skulptören August Volz verkstad.
Byggnaden skadades svårt av luftbombningar den 28 juni 1941, under andra världskriget. Ryska ockupanter rev det skadade huset 1948.
Svarthuvudbrödernas hus rekonstruerades mellan 1995 och 1999, inför Riga stads 800-årsjubileum. Byggnaden används i dag bland annat för konserter och andra kulturevenemang, festvåningsverksamhet och konferenser.

## Bilder

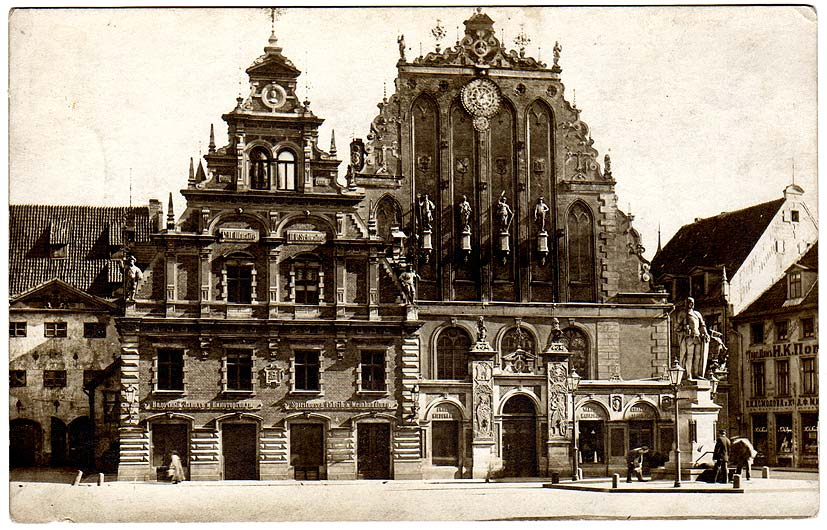
Svarthuvudbrödernas hus, omkring 1900–1918.
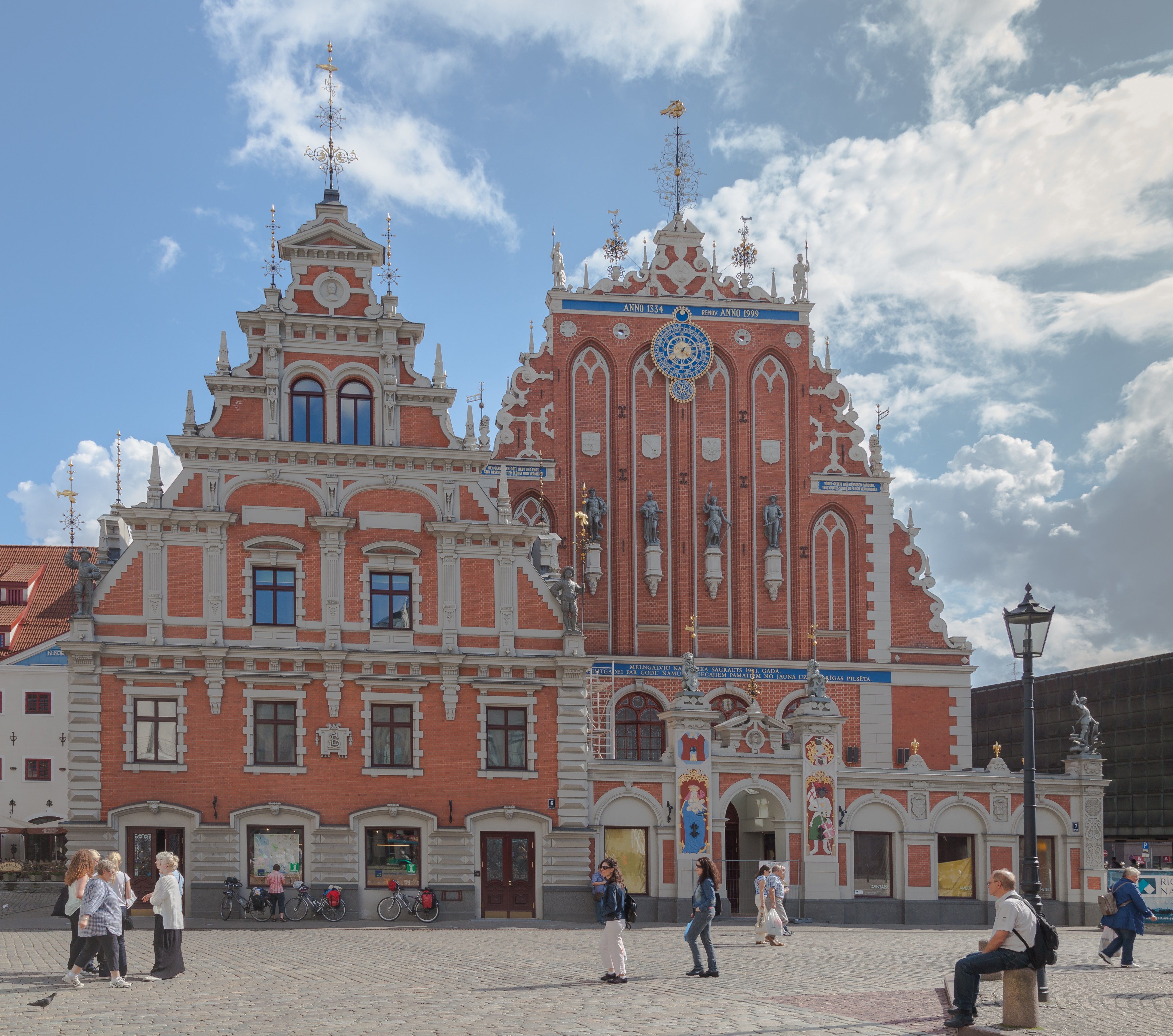
Rekonstruktion av Svarthuvudbrödernas hus, klart 1999.
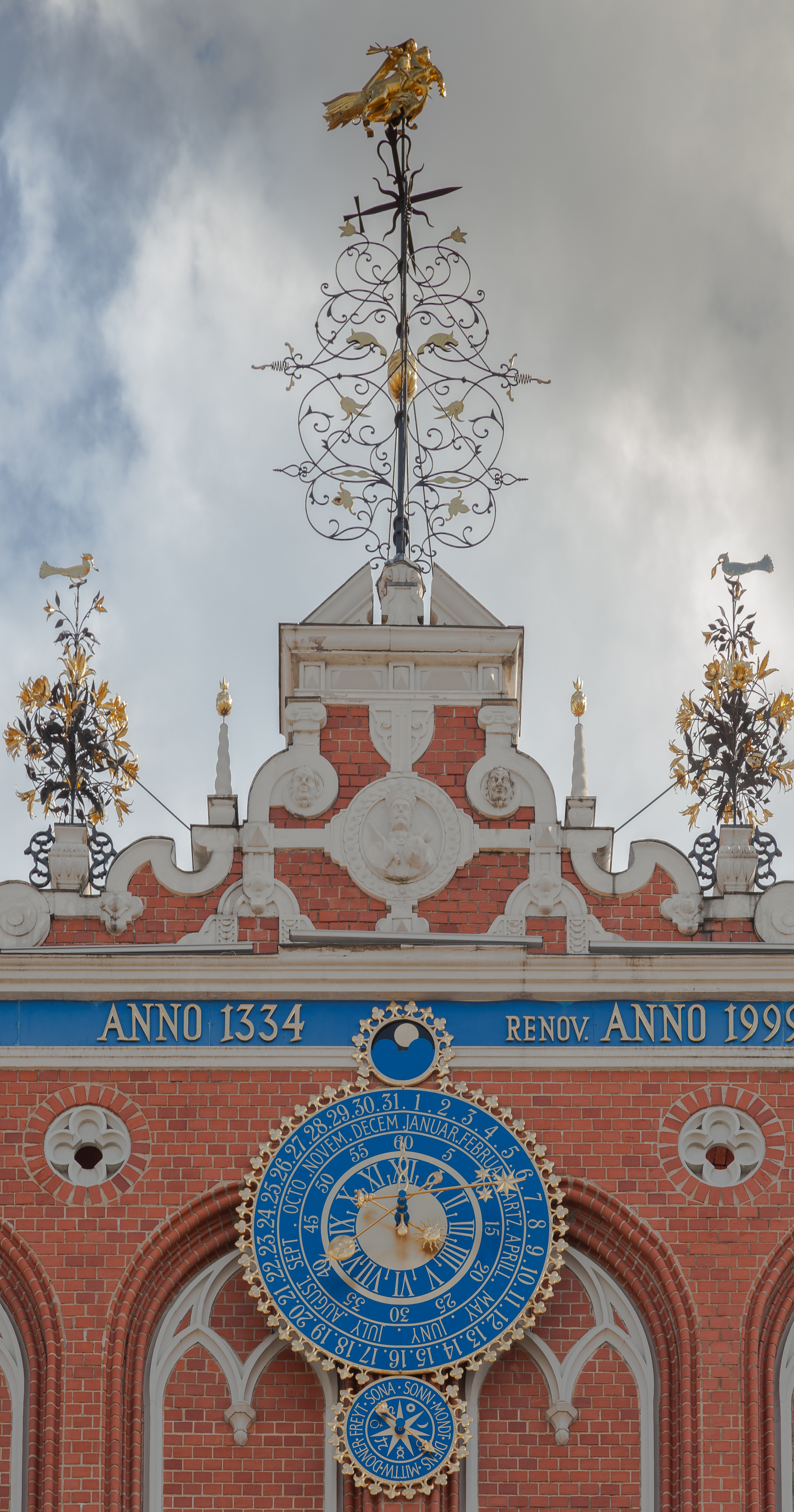
Detalj.